# 馬拉茨基

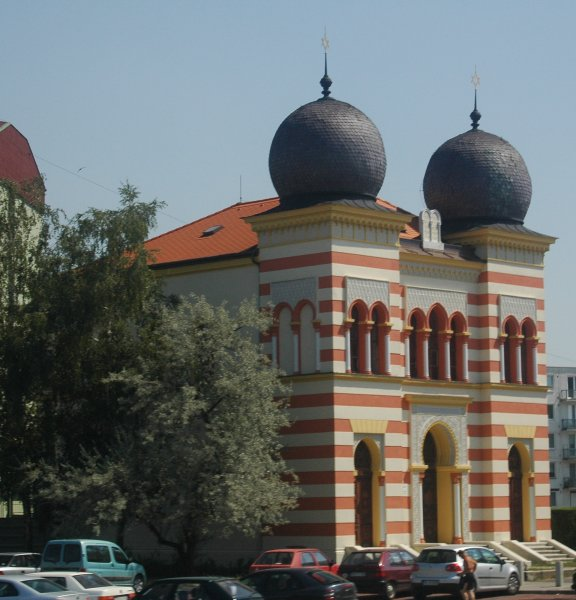

馬拉茨基是斯洛伐克的城鎮，位於該國西部，由布拉迪斯拉發州負責管轄，面積59.81平方公里，海拔高度159米，2005年人口17,847，其中七成居民信奉羅馬天主教。
在《特里亚农和约》之前，该城镇隶属于匈牙利，在匈牙利语中被称作毛洛茨考（匈牙利語：Malacka）

## 外部連結
- Municipal website
- Map of Malacky （页面存档备份，存于）